# Trimeresurus kanburiensis
Espèce
Synonymes
- Cryptelytrops kanburiensis (Smith, 1943)

Trimeresurus kanburiensis est une espèce de serpents de la famille des Viperidae.

## Répartition
Cette espèce est endémique du Sud et de l'Ouest de la Thaïlande.

## Description
C'est un serpent venimeux.

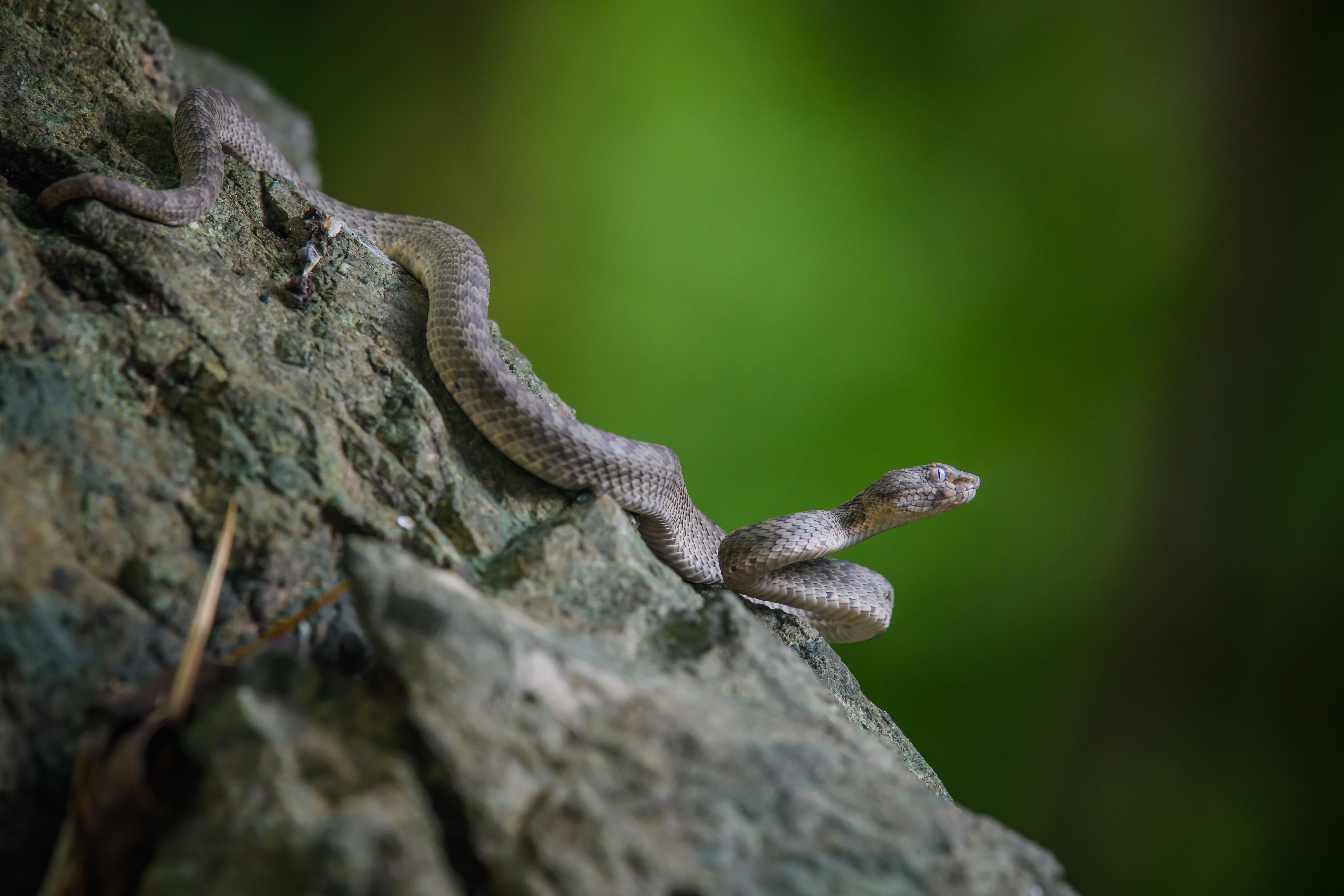
Trimérésure kanburiensis dans le Parc national d'Erawan, Thaïlande

Ce serpent, comme les vipères en Europe, utilise son venin principalement pour tuer ses proies, de préférence des oiseaux et des grenouilles ; mais il peut aussi l'utiliser pour se défendre, parfois contre l'homme chez qui une morsure peut être dangereuse : douleur insoutenable mais non constante et qui décroît rapidement (fort heureusement, cette morsure n'est mortelle que dans de très rares cas).

## Publication originale
- Smith, 1943 : The Fauna of British India, Ceylon and Burma, Including the Whole of the Indo-Chinese Sub-Region. Reptilia and Amphibia. 3 (Serpentes). Taylor and Francis, London, p. 1-583.